# Musica da bere
Musica da Bere è un concorso musicale dedicato ad artisti provenienti da tutta l'Italia, solisti o gruppi, che suonano e cantano brani originali di propria composizione. L'iniziativa è nata nel 2010 e si è svolta inizialmente nella provincia di Brescia, per poi raggiungere negli anni sempre maggiore rilevanza fino ad essere inclusa nei Top contest del MEI.
Negli anni hanno vinto futuri protagonisti della scena musicale italiana ed internazionale, tra i quali: Angelina Mango, Iosonouncane, La Rappresentante di Lista, Ginevra, I'm Not a Blonde. Annovera inoltre tra i propri finalisti nomi come i Pinguini Tattici Nucleari, Davide Zilli, Alessandro Fiori, Tommaso Di Giulio.
Il concorso prevede una prima fase di selezione, sulla base dei brani proposti dai concorrenti all'atto dell'iscrizione.
I progetti musicali scelti come finalisti hanno diritto ad accedere alla seconda fase, che prevede l'esibizione dal vivo valutata da una giuria specializzata e si conclude con la proclamazione e premiazione dei vincitori.
Durante la fase finale, all'esibizione dei concorrenti finalisti si affiancano concerti di famosi artisti che vengono premiati con le targhe MdB. Negli anni sono state assegnate ad importanti nomi della musica italiana, tra i quali: Manuel Agnelli (Afterhours), Levante, Diodato, Brunori Sas, Lucio Corsi, Eugenio in Via Di Gioia, Samuel Romano (Subsonica), Ministri, Gio Evan.

## Storia

### Le prime dieci edizioni
La prima edizione si è svolta nell'aprile del 2010 ed ha visto la collaborazione con il Club Tenco di Sanremo, poi protratta nelle edizioni successive, con la partecipazione come presidente della giuria specializzata di Enrico De Angelis responsabile artistico e l'opportunità data al vincitore di suonare al Tenco ascolta. Hanno partecipato anche Giordano Sangiorgi, fondatore del MEI, ed Antonio Silva del Club Tenco. Nel novembre 2010 è stata presentata al Premio Tenco ed al Meeting delle etichette indipendenti la compilation Il distillato di Musica da Bere, contenente 15 brani di artisti partecipanti alla prima edizione del concorso.
I vincitori delle prime tre edizioni sono stati nell'ordine: Ettore Giuradei, Stefano Vergani e Iosonouncane.
Nel 2014 Musica da Bere, Club Tenco e Meeting delle etichette indipendenti hanno rivolto assieme un appello affinché il Festival di Sanremo non tralasciasse di ricordare Roberto Freak Antoni, Targa Musica da Bere alla carriera e da poco scomparso, dedicando a lui un omaggio nell’ambito della cinque giorni sanremese. Il musicista bolognese è stato ricordato da Luciana Littizzetto che ha recitato alcune sue celebri frasi e intonato Mi piaccion le sbarbine accompagnata dalle note dell’orchestra.
Durante la ventesima edizione del Meeting delle etichette indipendenti svolta al Teatro Masini di Faenza è stata utilizzata la scenografia di Musica da Bere 2014, dedicata a Roberto Freak Antoni e realizzata dall’artista bresciano Luciano Vanni. 
Nell'edizione del 2015 il Premio MEI ha dato l'opportunità al vincitore del concorso di esibirsi sul palco principale del Meeting delle etichette indipendenti.

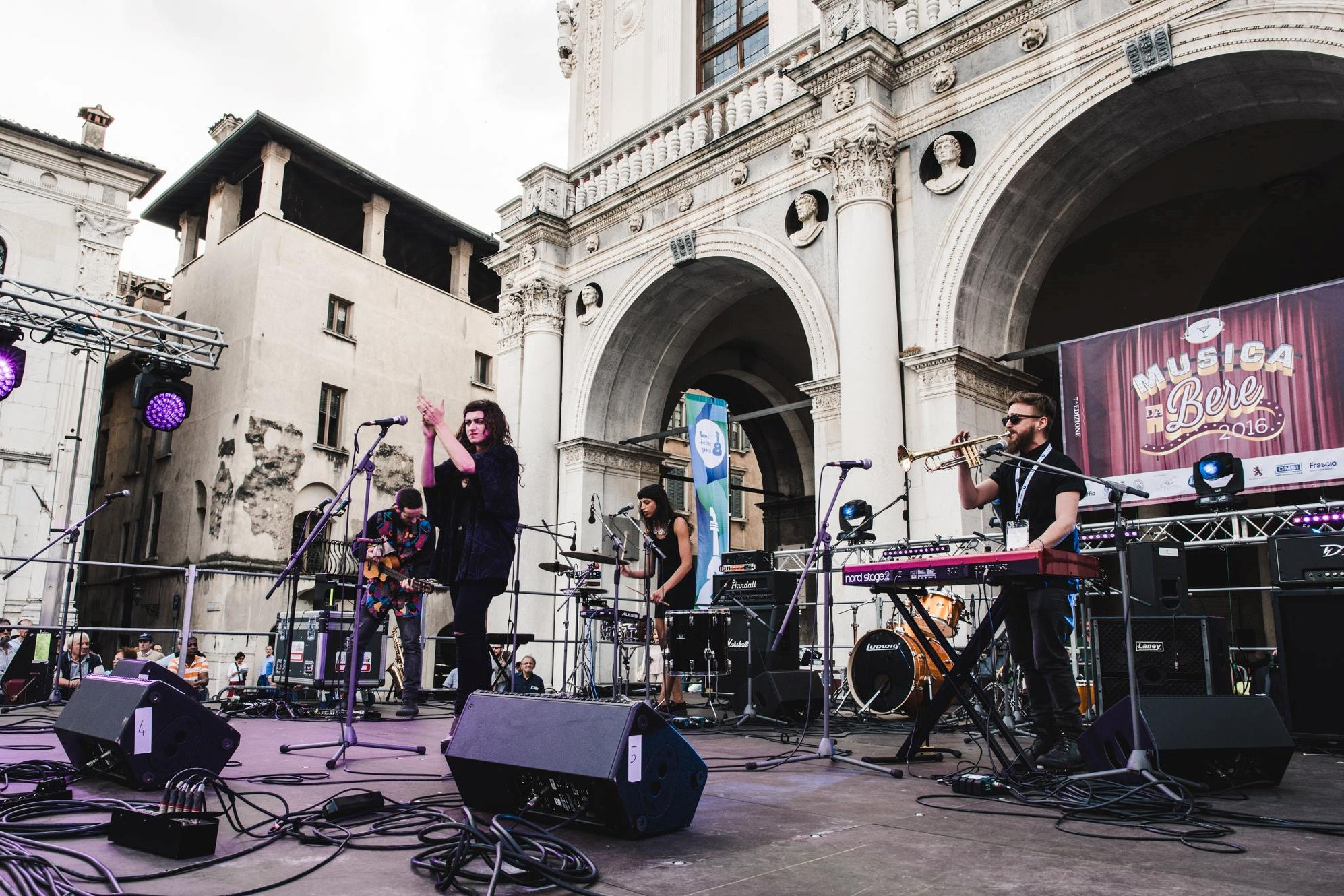
La Rappresentante di Lista durante la finale della 7ª edizione

Le finali dell'edizione del 2016 si sono svolte nella cornice di Piazza della Loggia a Brescia nell'ambito della Festa della musica; hanno visto prevalere il duo elettropop delle I'm Not a Blonde come vincitrici del primo premio e La Rappresentante di Lista vincitori del Premio Live. Tra i finalisti emergenti che hanno partecipato figurano inoltre i Pinguini tattici nucleari, Blindur e Tommaso Di Giulio.
Musica da Bere in collaborazione con Latteria Molloy, locale di musica dal vivo a Brescia, ha proposto per la stagione musicale 2016/17 la rassegna Quasi adatti – La festa indipendente, una serie di serate dedicate alla musica indipendente italiana dove ad anticipare i concerti erano previste le interviste con gli artisti aperte al pubblico. Davide Toffolo, frontman dei Tre Allegri Ragazzi Morti, ha disegnato il logo della rassegna ed ha accompagnato ogni concerto con un’illustrazione dedicata al suo protagonista. Tra gli artisti e le band ospiti intervistati prima dei loro concerti figurano Cosmo, Selton, Motta, Nicolò Carnesi, Canova.
Anche per l'anno 2017 si rinnova, con il patrocinio del Comune di Brescia, l'esperienza positiva della precedente edizione durante la giornata dedicata alla Festa della musica; le esibizioni ed i workshop dedicati ai musicisti si tengono nel Chiostro dell'ex Monastero di Santa Chiara, divenuto sede dell'omonimo teatro.

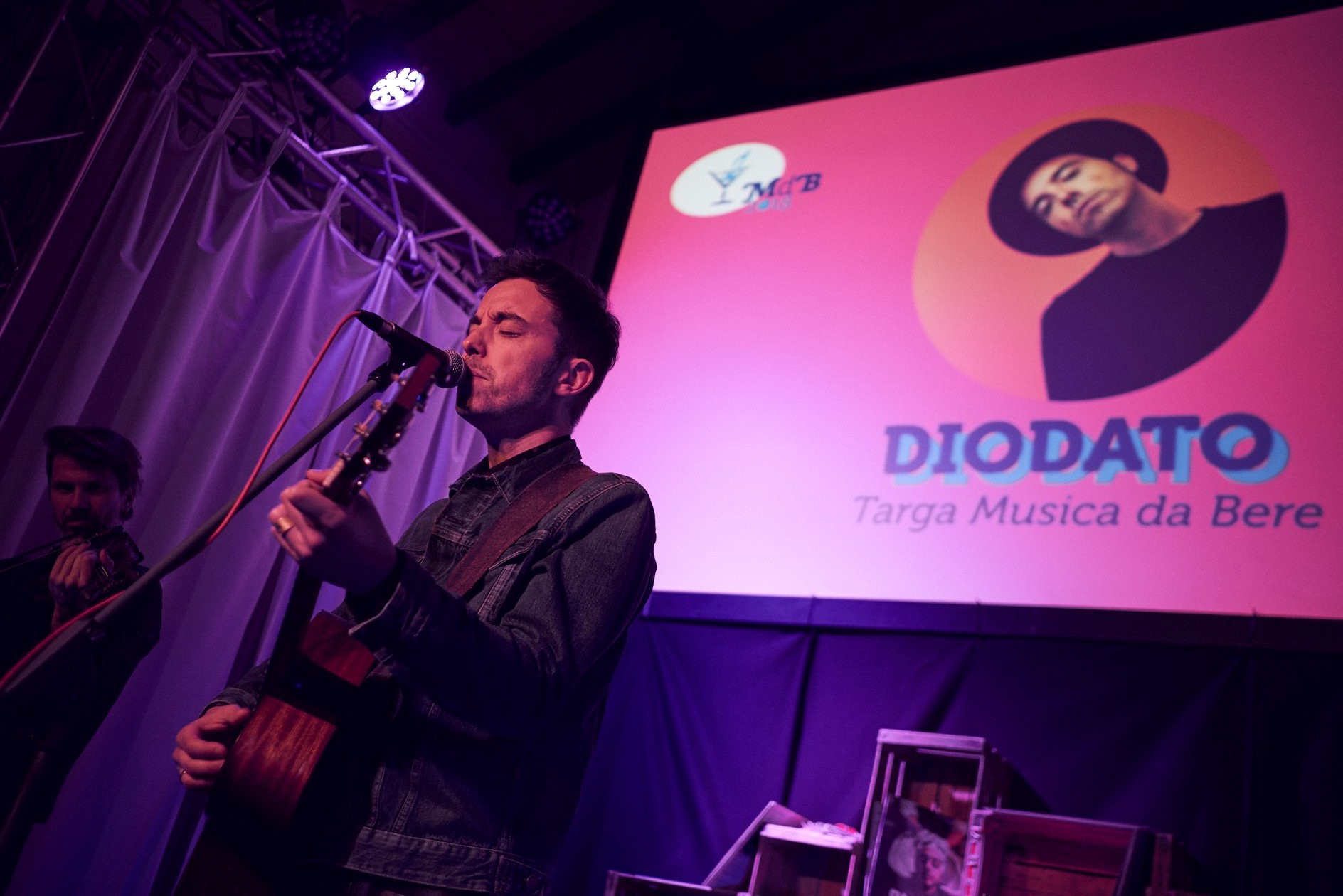
Diodato nel 2018

A fare da cornice alle esibizioni della nona edizione sono state le acque del Lago d'Iseo, nella località di Paratico, dove al termine di una due giorni che ha visto protagonisti ospiti di primo piano della scena musicale italiana come Riccardo Sinigallia e Diodato, accompagnato per l'occasione dal violino di Rodrigo D'Erasmo, viene proclamata vincitrice Her Skin.

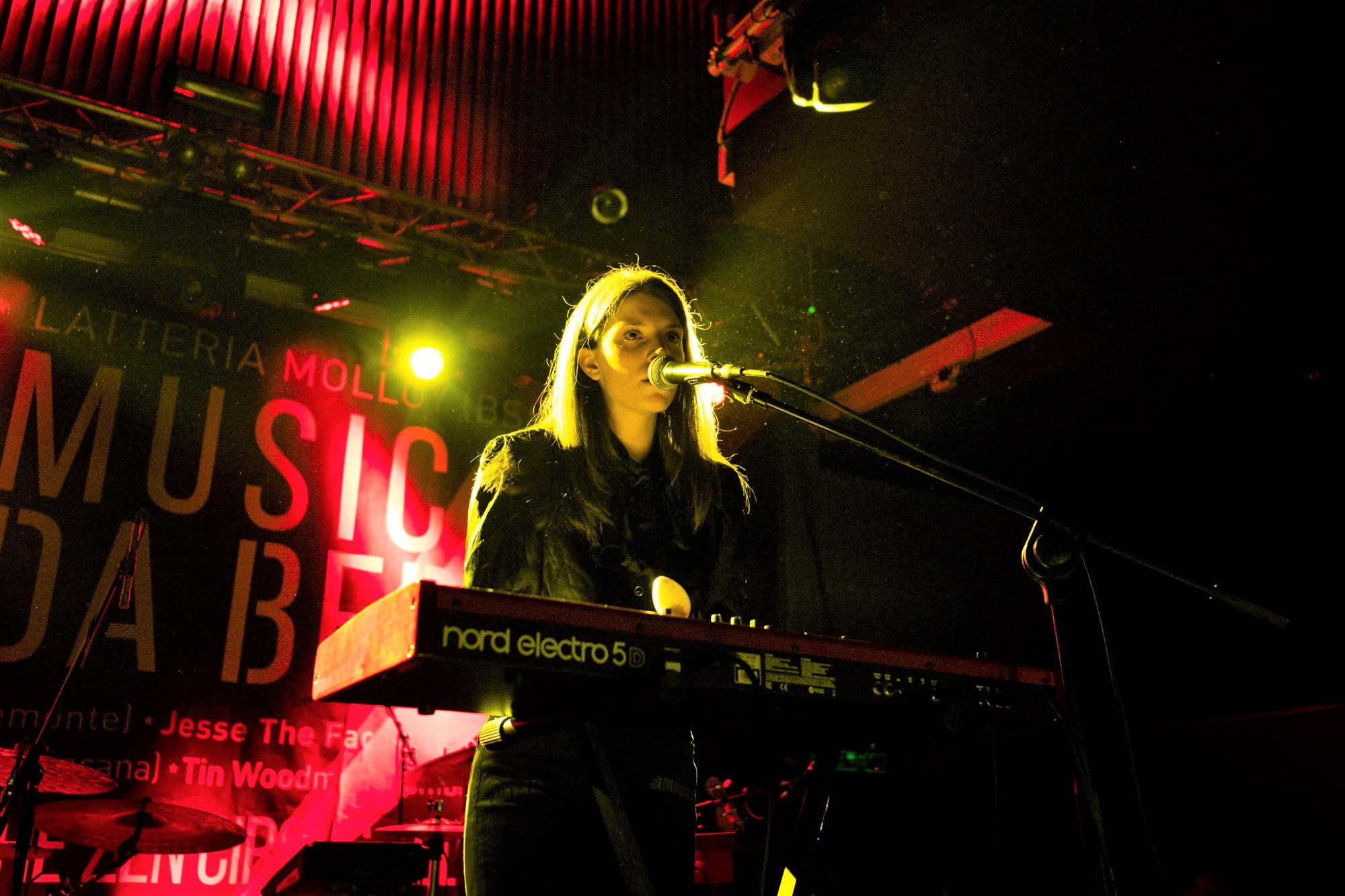
Esibizione di Ginevra, finalista nel 2019

Le finali della decima edizione si sono tenute alla Latteria Molloy presentate da Zagor e Ruben Camillas, fondatori del gruppo pesarese I Camillas, ed hanno visto prevalere i toscani /handlogic mentre Ginevra è stata premiata con la Menzione speciale KeepOn Live. Sono state conferite le targhe premio agli Zen Circus e Alberto Ferrari dei Verdena mentre la Targa alla carriera è stata assegnata al cantautore milanese Edda.

### Dal 2020 ad oggi
Nonostante le restrizioni imposte dal Governo per contenere la diffusione del Covid-19 con riferimento ai concerti, nel settembre del 2020 allo Spazio Polaresco di Bergamo si è tenuta l'undicesima edizione dedicata alla memoria di Mirko Bertuccioli, alias Zagor Camillas, presentatore dell'edizione precedente e scomparso prematuramente ad aprile a causa del coronavirus. Nella serata finale è stata conferita la Targa alla carriera ai Camillas che si sono esibiti con alla voce Giacomo Laser (alias Gioacchino Turù) ed Eugenio Cesaro, frontman degli Eugenio in Via Di Gioia. Nervi è stato il vincitore del concorso.
Anche le serate finali della dodicesima edizione si sono tenute presso lo Spazio Polaresco, a settembre del 2021, nell'ambito del Summer Revolution Festival, progetto patrocinato dal Comune di Bergamo che vede la città orobica Capitale della cultura 2023 insieme alla città di Brescia. Sono state presentate da Ruben Camillas, dall'attrice Elena Vanni e dal comico Rubes Piccinelli. Vincitrice del concorso è stata la cantautrice siciliana Nòe.

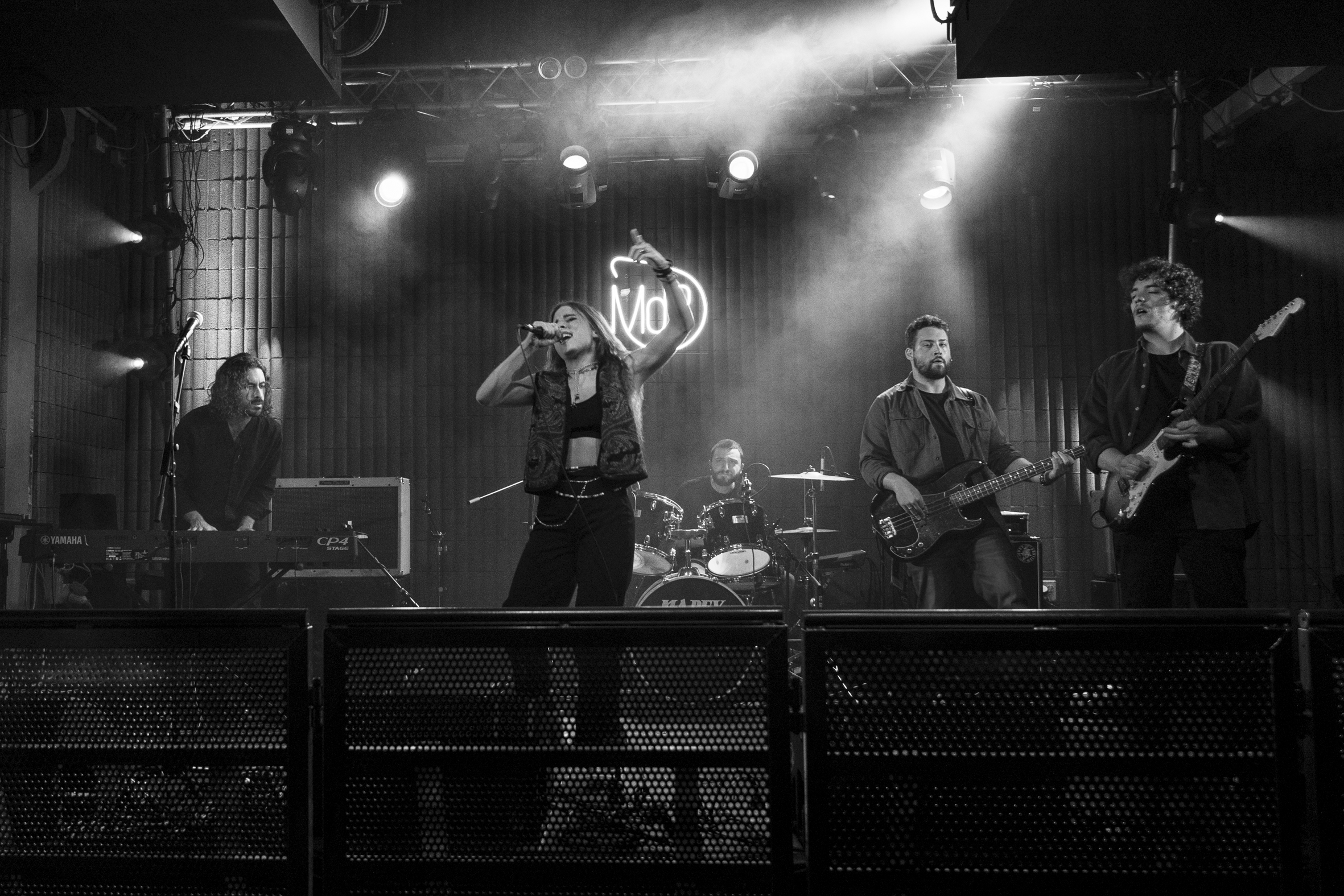
Angelina Mango durante le finali del 2022

Dopo i due anni di trasferta bergamasca, l'anno 2022 segna il ritorno della manifestazione a Brescia. Le finali si sono svolte alla Latteria Molloy nelle giornate del 14 e 15 ottobre, durante le quali si sono susseguiti appuntamenti con presentazioni editoriali, aperitivi e concerti acustici, tra i quali da menzionare un workshop di scrittura creativa con Cristiano Godano dei Marlene Kuntz e un dibattito sulla relazione tra musica ed immagine con Paolo De Francesco, creatore delle copertine di album come Verdena, Fuori dall'hype Ringo Starr, Mondovisione, Il mestiere della vita, L'amore e la violenza, Radio Zombie, e il fotografo Simone Cargnoni che nel 2018 ha collaborato con Colapesce durante il suo Infedele Tour.
Le serate dei concerti, oltre ai sei finalisti del concorso, hanno visto l'esibizione di Motta in uno showcase acustico e Venerus sul palco in versione solista accompagnato solo da pianoforte. Miglio si aggiudica la vittoria della tredicesima edizione, Angelina Mango vince invece il Premio Live; dopo la proclamazione delle vincitrici la manifestazione si è conclusa con il djset di AmbraMarie, voce di Radiofreccia.

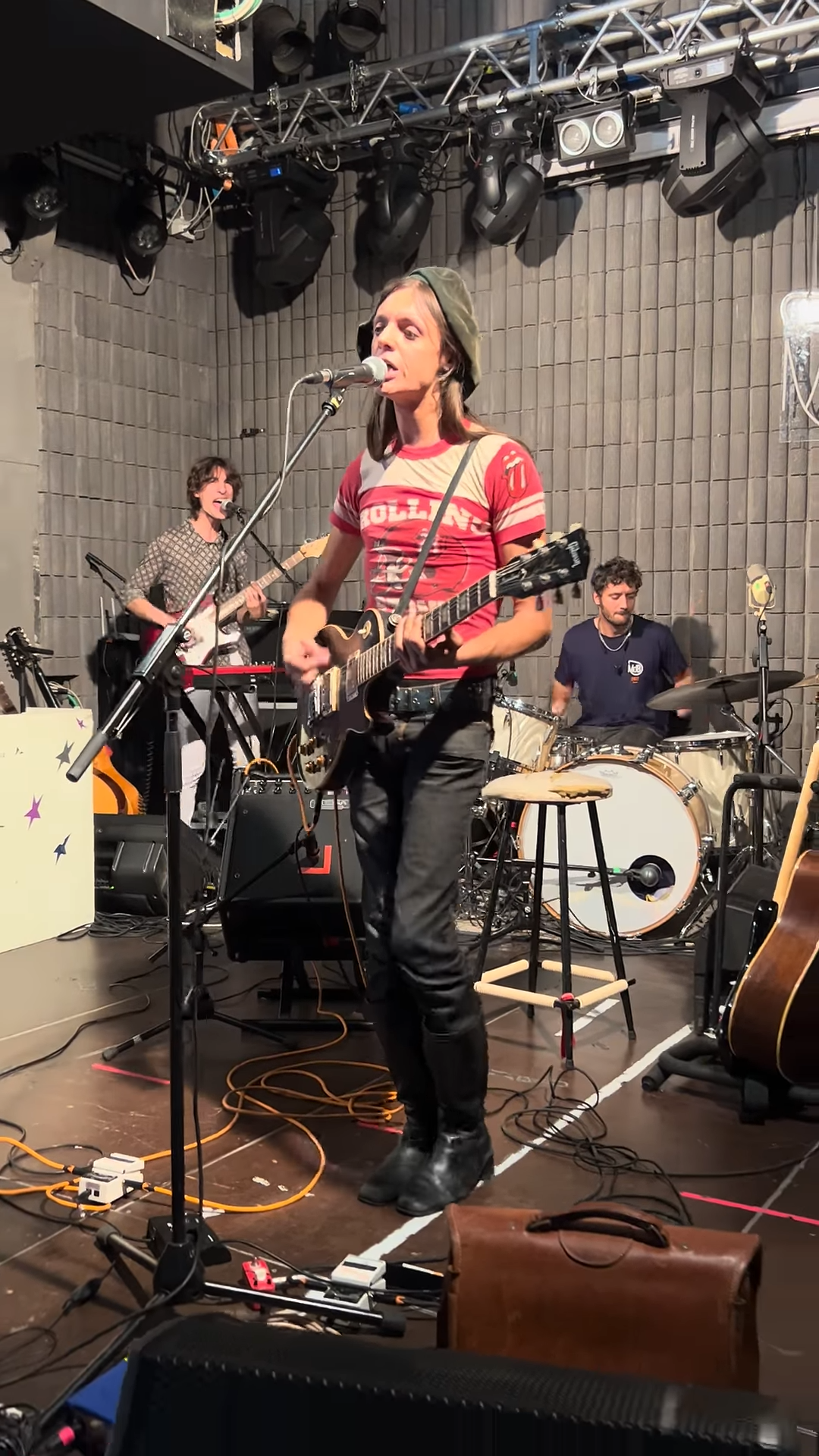
Lucio Corsi durante un soundcheck a Musica da Bere nell'ottobre 2023

Il poliedrico musicista e showman Auroro Borealo è stato il conduttore dell'edizione del 2023, che ha visto ospiti Lucio Corsi, Maria Antonietta, Miglio e il sestetto milanese dello Studio Murena. La manifestazione è stata vinta dagli Stain, gruppo alternative rock proveniente da Bari, mentre Tommi Scerd da Genova si è aggiudicato il Premio Live.
La 15ª edizione di Musica da Bere, tenutasi nel 2024, ha visto la vittoria delle artiste Chiaré e Kyoto. Chiaré, pseudonimo di Chiara Ianniciello, artista campana classe 1999, ha conquistato il Primo premio assegnato dalla giuria del concorso grazie alla sua vena eclettica e alla capacità di combinare un’attitudine emotiva ed evolutiva. Kyoto, progetto musicale dell’artista pugliese Roberta Russo, è stata invece premiata dalla giuria festival con il Premio Live.
Il gruppo bolognese Stato Brado, nato nel 2023, ha ricevuto la preferenza del pubblico in sala e si è aggiudicato il Premio speciale Rockit, grazie alla collaborazione con la testata di riferimento per la musica indipendente italiana.
Le due vincitrici saranno protagoniste di un tour estivo nel 2025, che toccherà festival e club della rete live di Musica da Bere.
La finale dell’evento è stata presentata dallo showman bresciano Auroro Borealo, mentre la gestione tecnica del palco è stata curata da Paolo “Blodio” Fappani.
Gli ospiti della serata sono stati i Selton e Elasi, ai quali sono state assegnate le Targhe Musica da Bere 2024.

## Targhe
Le Targhe Musica da Bere sono un riconoscimento assegnato a coloro i quali si sono distinti in ambito musicale e nella scena artistica nazionale. Vengono consegnate durante le serate finali del concorso e possono essere conferite anche come premio "alla carriera" e come premio "artista emergente".

## Vincitori

### Primo premio
- 2024 – Chiaré
- 2023 – Stain
- 2022 – Miglio
- 2021 – Nòe
- 2020 – Nervi
- 2019 – /handlogic
- 2018 – Her Skin
- 2017 – Sarah Stride
- 2016 – I'm Not a Blonde
- 2015 – Moscaburro
- 2014 – Little Creatures
- 2013 – Alberto Gesù
- 2013 – Fadà
- 2012 – Iosonouncane
- 2011 – Stefano Vergani
- 2010 – Ettore Giuradei

### Premi speciali
- 2024 – Kyoto, Premio Live
- 2024 – Stato Brado, Premio Rockit
- 2023 – Tommi Scerd, Premio Live
- 2022 – Angelina Mango, Premio Live
- 2021 – Dellacasa Maldive, Premio Live
- 2020 – La Scala Shepard, Premio Live
- 2019 – /handlogic, Premio Live
- 2019 – Ginevra, menzione speciale KeepOn Live
- 2018 – I cieli di Turner, Premio Macramè
- 2017 – Liede, Premio Live
- 2016 – La Rappresentante di Lista, Premio Live
- 2015 – Karenina, Premio Live
- 2011 – Dino Fumaretto, menzione speciale

## Edizioni
2024, 15ª edizione
Finalisti:  Chiaré, Kyoto, Stato Brado, Alaska, Giargo e Baia Zaiana, Vinnie Marakas
Targa MdB:  Selton
Targa artista emergente:  Assurditè, Elasi
2023, 14ª edizione
Finalisti:  Stain, Tommi Scerd, Basiliscus P, Calliope, Gemini Blue, My girl is retro
Targa MdB:  Lucio Corsi
Targa artista emergente:  Studio Murena
2022, 13ª edizione
Finalisti:  Miglio, Angelina Mango, CousCous a colazione, Narratore Urbano, Ode, Paul Giorgi
Targa MdB:  Venerus, Motta
2021, 12ª edizione
Finalisti:  Nòe, Dellacasa Maldive, Diorama, Followtheriver, Tōru, Wime
Targa MdB:  Ministri, I Hate My Village
2020, 11ª edizione
Finalisti:  Nervi, La Scala Shepard, Effenberg, Il Corpo docenti, L'Avvocato dei Santi, Underwoods
Targa MdB:  Gio Evan, Eugenio Cesaro (Eugenio in Via Di Gioia)
Targa alla carriera:  I Camillas
2019, 10ª edizione
Finalisti:  /handlogic, Ginevra, Fusaro, Jesse The Faccio, Pau Amma, Tin Woodman
Targa MdB:  The Zen Circus, Alberto Ferrari (Verdena)
Targa alla carriera:  Edda
2018, 9ª edizione
Finalisti:  Her Skin, I Cieli di Turner, Bremo, La Notte, LeVacanze, Matteo Fiorino
Targa MdB:  Diodato, Rodrigo D'Erasmo
Targa alla carriera:  Riccardo Sinigallia
Targa artista emergente:  Colombre
2017, 8ª edizione
Finalisti:  Sarah Stride, Liede, Boris Ramella, Claudia is on the sofa, Erica Romeo, Itto, Maru, WYNS
Targa MdB:  Paletti, Lorenzo Monguzzi, Marco Paolini
Targa alla carriera:  Giorgio Canali
2016, 7ª edizione
Finalisti:  I'm Not a Blonde, La Rappresentante di Lista, Pinguini Tattici Nucleari, Blindur, LaSonda, Moostroo, Nigga Radio, Stanley Rubik, Tommaso Di Giulio
Targa MdB:  Bobo Rondelli, Nobraino
Targa alla carriera:  Irene Grandi e I Pastis
2015, 6ª edizione
Finalisti:  Moscaburro, Karenina, Alarc'h, Alessandro Fiori, Lemon Squeezers, Turkish Cafè
Targa MdB:  Samuel Romano (Subsonica), Paolo Rossi, Extraliscio, Saluti da Saturno
Targa artista emergente:  Maria Antonietta
2014, 5ª edizione
Finalisti:  Little Creatures, Davide Viviani, Dellino Farmer, Frei, Giubbonsky, Pagliaccio
Targa MdB:  Manuel Agnelli (Afterhours), Paolo Hendel
Targa alla carriera:  Area, Ricky Gianco
Targa artista emergente:  Levante
2013, 4ª edizione
Finalisti:  Alberto Gesù, Fadà, Arcane of Souls, La Metralli, Laura Lalla Domeneghini
Targa MdB:  Cristina Donà
Targa alla carriera:  Shel Shapiro, Davide Van De Sfroos
Targa artista emergente:  JFK & La sua bella bionda
2012, 3ª edizione
Finalisti:  Iosonouncane, Cardiophobia, Emanuele Bocci, Intercity, Margareth, Roberta Gulisano
Targa MdB:  Calibro 35, Banda Osiris
Targa alla carriera:  Nada + Criminal Jokers
Targa artista emergente:  Brunori Sas
2011, 2ª edizione
Finalisti:  Stefano Vergani, Dino Fumaretto, Davide Zilli, Giovanna Dazzi, Claudio Gurra, Rebi Rivale
Targa MdB:  Mauro Ermanno Giovanardi (La Crus), Ascanio Celestini
Targa alla carriera:  Eugenio Finardi
Targa artista emergente:  Dente
2010, 1ª edizione
Finalisti:  Ettore Giuradei, Corimè, Jet Set Roger, JFK & La sua bella bionda, Quintetto Zizkov, Silvia Caracristi
Targa MdB:  Cristiano Godano (Marlene Kuntz)
Targa alla carriera:  Roberto Freak Antoni (Skiantos)

## Giuria
La giuria specializzata è composta da professionisti del settore, artisti e musicisti ed è presente durante le serate finali. Ha il compito di selezionare il vincitore assoluto dell’edizione ed il vincitore del Premio Live, che vengono annunciati al termine delle esibizioni.
Tra i nomi che hanno fatto parte della giuria specializzata figurano:
- Alessandro "Asso" Stefana (polistrumentista e produttore)
- AmbraMarie (cantante e speaker di Radiofreccia)
- Carmelo Pipitone (Marta sui tubi)
- Enrico De Angelis (responsabile artistico del Club Tenco di Sanremo)[13]
- Federico Dragogna (produttore e chitarrista della band i Ministri)[39]
- Giordano Sangiorgi (ideatore del MEI di Faenza)
- Giorgia Poli (fondatrice e bassista degli Scisma)
- Giorgio Cordini (chitarrista)
- Marco Tagliola (fonico e produttore artistico)
- Maria Antonietta (cantautrice)
- Massimo Pirotta (giornalista, collaboratore de Il Mucchio selvaggio, responsabile Bloom di Mezzago)
- Mauro Ermanno Giovanardi (La Crus)
- Max Martulli (musicista, tour manager e produttore del docufilm The dark side of the show)[40]
- Mirco Mariani (musicista e fondatore di Extraliscio e Saluti da Saturno)[41]
- Roberto Freak Antoni (Skiantos)

## Luoghi
- Vobarno (BS) – dal 2010 al 2014

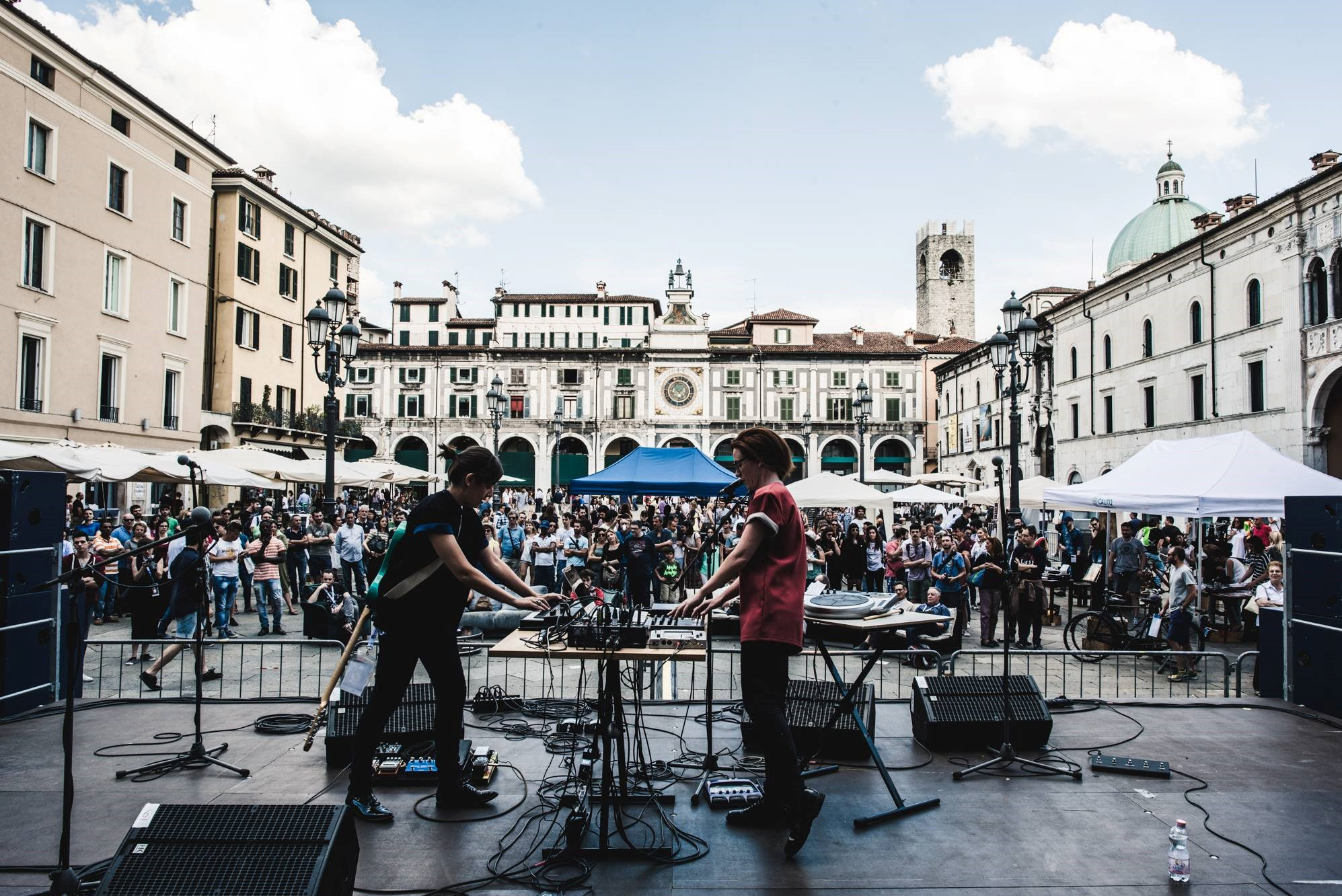
I'm Not a Blonde nel 2016

- Aerosol Club, Villanuova s/C (BS) – 2011, 2012
- Cinema Teatro Corallo, Villanuova s/C (BS) – 2013
- Cinema Teatro CTM, Rezzato (BS) – dal 2013 al 2017
- Teatro Odeon, Lumezzane (BS) – 2015
- Piazza della Loggia, Brescia – 2016
- Chiostro dell'ex Monastero di Santa Chiara, Brescia – 2017
- Belleville Rendez-vous, Paratico (BS) – 2018
- Latteria Molloy, Brescia – 2019, 2022, 2023
- Spazio Polaresco, Bergamo – 2020, 2021
- Lattepiù Live, Brescia – 2024

## MDB Connect
A partire dal 2024, Musica da Bere ha introdotto l’iniziativa MDB Connect, uno spazio di networking progettato per favorire l’incontro tra giovani musicisti emergenti, professionisti del settore, e pubblico, contestualmente alla Festa della Musica di Brescia.
2024
La prima edizione si è tenuta il 22 giugno 2024 presso lo Spazio Lampo di Brescia, un hub culturale ricavato negli spazi della Biblioteca di Parco Gallo.
L’evento ha previsto due momenti principali:
1. Spazio Ascolti: ogni musicista o band partecipante ha avuto 15 minuti per confrontarsi con uno dei 13 professionisti (tra cui A&R, producer, editori, label), al fine di ricevere feedback e consigli su progetti musicali.
2. Musica live: si sono esibiti dieci artisti tra finalisti o vincitori delle precedenti edizioni, selezionati anche da Doc Serviz i e Rockit.

2025
La seconda edizione, replicando il successo dell’anno precedente, si è svolta il 21 giugno 2025 sempre presso Spazio Lampo.
L’evento ha mantenuto il format con:
- Spazio Ascolti, con dieci professionisti disponibili per colloqui da 15 minuti con gli artisti emergenti.
- Live set, dalle 15:00 alle 19:30, con esibizioni di sei artisti selezionati da Musica da Bere e Rockit.